# Nicolò Donato

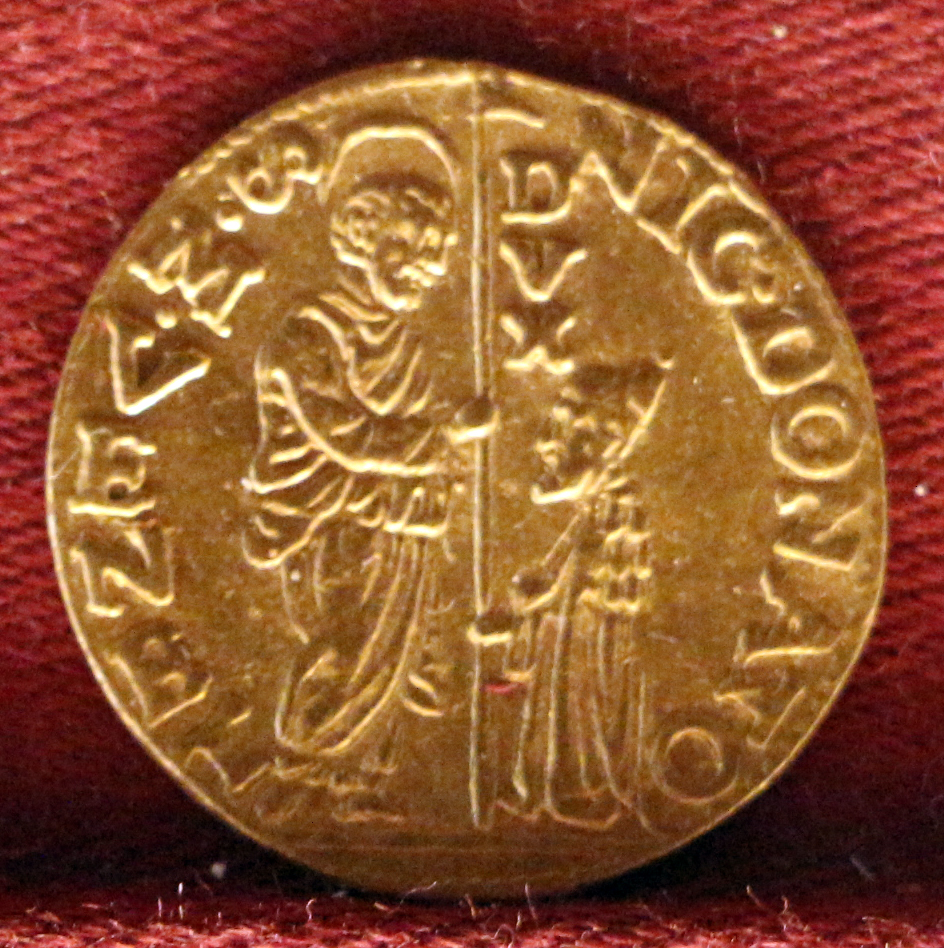
Nicolò Donà zecchino

Nicolò Donà van Nicolò Donato (28 januari 1539 - 9 mei 1618) was de 93ste Doge van Venetië. Hij regeerde maar 35 dagen, van zijn verkiezing op 10 april 1618 tot aan zijn dood.
Donato was de zoon van Giovanni Donà and Isabetta Morosini. Hij studeerde enige tijd in Padua voor hij de handel in ging. Hij verdiende een groot fortuin, maar bleef zijn hele leven gierig. Hij trouwde nooit, en liet uiteindelijk zijn fortuin na aan zijn broer Francesco en zijn neef Pietro.
Donato bleek niet bereid de grote sommen geld neer te tellen die er nodig waren om een hoge functie in de Republiek Venetië te verkrijgen. In 1617-18 probeerde Alfonso de la Cueva, markies van Bedmar, de Spaanse ambassadeur in Venetië, de republiek te destabiliseren door onenigheid te zaaien, opdat Spaanse troepen Venetië zouden kunnen binnen marcheren en de macht overnemen. Midden in deze crisis overleed de regerende Doge, Giovanni Bembo, op 16 maart 1618.
Donato werd op 10 april 1618 op de leeftijd van 79 jaar na 35 stemmingsrondes gekozen als Doge, mogelijk na het betalen van steekpenningen. Hij was een verlegenheidskandidaat, omdat men zich niet achter Giambattista Nani kon verenigen, die men van geheime sympathieën voor de protestanten verdacht.
Hij probeerde zijn reputatie van zuinigheid te verzachten door het geven van een traditioneel groot banket ter ere van zijn verkiezing, maar dit pakte verkeerd uit toen zijn ouders een aantal verwanten wegstuurden om geld te besparen.
Hij stierf 35 dagen na zijn verkiezing, terwijl het Bedmarcomplot nog op volle toeren draaide.